# Shine (Jacob Karlzon-album)
Shine är ett musikalbum från 2014 med Jacob Karlzon 3. Albumet är utgivet på både cd och vinyl. Karlzon har skrivit all låtar utom en som är en U2-låt.

## Låtlista
All musik är skriven av Jacob Karlzon om inget annat anges.

### Cd-version
1. Shine – 6:43
2. Bubbles – 4:39
3. I Still Haven’t Found What I’m Looking For (Adam Clayton/David Evans/Paul David Hewson/Laurence Mullen) – 4:52
4. Outsourced – 5:55
5. Metropolis – 5:42
6. Inner Hills – 5:43
7. One More Day – 6:48
8. Screening Self – 4:20
9. A Thousand Conclusions – 6:42

### Vinyl-version
1. Shine – 6:43
2. Bubbles – 4:39
3. I Still Haven’t Found What I’m Looking For (Adam Clayton/David Evans/Paul David Hewson/Laurence Mullen) – 4:52
4. Screening Self – 4:20
5. Outsourced – 5:55
6. Metropolis – 5:42
7. A Thousand Conclusions – 6:42

## Medverkande
- Jacob Karlzon – piano, keyboard, synthesizer, programmering
- Hans Andersson – bas
- Robert Mehmet Ikiz – trummor